# فهرست مناطق ایالات متحده آمریکا

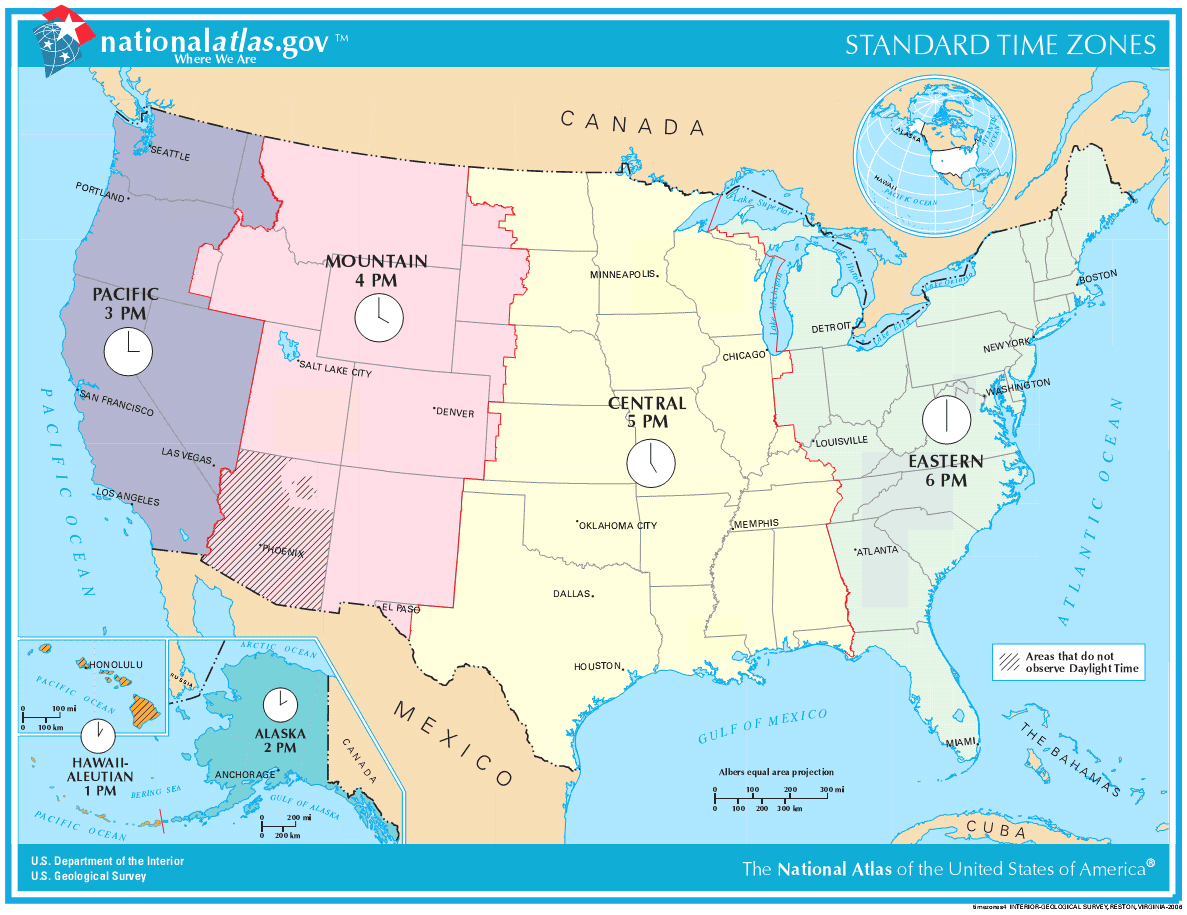
از نظر اوقات زمانی ایالات متحده به هفت منطقه زمانی تقسیم می‌شود.

از نظر جغرافیایی و فرهنگی، ایالات متحده‌ی آمریکا را می‌توان به مناطق مختلفی دسته‌بندی کرد.
برخی ایالات با این‌حال از نظر فرهنگی جزو یک دسته هستند، و از نظر جغرافیایی جزو دسته‌ی دیگری محسوب می‌گردند. بسیاری از ایالات نیز به دلیل موقعیت خاصی که دارند به‌طور مشترک عضو بیش از یک گروه هستند. امّا به‌طور کلّی می‌توان ایالات آمریکا را از نظر فرهنگی و تاریخی و شباهت‌های عمومی به دسته‌های زیر دسته‌بندی کرد:

## مناطق فراایالتی

### مناطق رسمی ایالات متحده آمریکا
بسیاری از مناطق در آمریکا به وسیلهٔ قانون یا مقررات حکومت فدرال تعریف شده‌اند.

مناطق و بخش‌های سرشماری آمریکا

#### مناطق و بخش‌های تعیین شده به وسیله اداره سرشماری
- منطقه ۱: شمال‌شرقی ایالات متحده
  - بخش ۱: نیو انگلند (کنتیکت، مین، ماساچوست، نیوهمپشایر، رود آیلند، و ورمانت)
  - بخش ۲: میانه ساحل اقیانوس اطلس (دلاور، نیوجرسی، ایالت نیویورک، و پنسیلوانیا)
- منطقه ۲: ایالت‌های غرب میانه آمریکا (پیش از ۱۹۸۴ به منطقه غرب میانه منطقه مرکزی شمالی گفته می‌شد)
  - بخش ۳: ایالت‌های مرکزی شمال شرقی (ایلینوی، ایندیانا، میشیگان، اوهایو، و ویسکانسین)
  - بخش ۴: شمال مرکزی غرب (آیووا، کانزاس، مینه‌سوتا، میزوری، نبراسکا، داکوتای شمالی، و داکوتای جنوبی)
- منطقه ۳: جنوب
  - بخش ۵: جنوب ساحل اقیانوس اطلس (فلوریدا، جورجیا، مریلند، کارولینای شمالی، کارولینای جنوبی، ویرجینیا، واشینگتن، دی.سی., و ویرجینیای غربی)
  - بخش ۶: جنوب مرکزی شرق (آلاباما، کنتاکی، میسیسیپی، و تنسی)
  - بخش ۷: جنوب مرکزی غرب (آرکانزاس، لوئیزیانا، اکلاهما، و تگزاس)
- منطقه ۴: غرب
  - بخش ۸: کوهستانی (آریزونا، کلرادو، آیداهو، مونتانا، نوادا، نیومکزیکو، یوتا، و وایومینگ)
  - بخش ۹:  اقیانوس آرام  (آلاسکا، کالیفرنیا، هاوایی، اورگن، و واشینگتن)

#### مناطق زمانی

مناطق زمانی آمریکا

-   -     - Samoa Time Zone (ساموآی آمریکایی)
    - Hawaii–Aleutian Time Zone (هاوایی)
    - Alaska Time Zone (آلاسکا)
    - منطقه زمانی اقیانوس آرام
    - منطق زمانی کوهستانی
    - منطقه زمانی مرکزی
    - منطقه زمانی شرقی
    - Atlantic Time Zone (پورتوریکو)
    - Chamorro Time Zone (گوام، جزایر ماریانای شمالی)

### مناطق چندایالته غیررسمی آمریکا
- آپالاشیا
- فلات کلرادو
- سرزمین اصلی ایالات متحده آمریکا
- جنوب عمیق
- دیکسی
- ساحل شرقی آمریکا
- گریت بیسین
- دشت بزرگ (آمریکا)
- دریاچه تاهو
- ایالت‌های میانه ساحل اقیانوس اطلس
- بیابان موهاوی
- نیو انگلند
- رود اوهایو
- رشته‌کوه اوزارک
- شمال غربی اقیانوس آرام
- رشته‌کوه راکی
- ایالت‌های جنوبی آمریکا
- ایالت‌های جنوب غربی آمریکا
- رود ساسکوهنا
- ردیف‌های دوقلو
- ویرجینیاها
- ساحل غربی آمریکا
- غرب وحشی
- مسیر اورگن

#### کمربندها
- کمربند انجیلی
- کمربند سیاه
- کمربند پنبه
- کمربند زنگار
- کمربند آفتاب

#### مناطق کلانشهری فراایالتی
- چاتانوگا، تنسی
- منطقه کلان‌شهری شیکاگو (بخش‌هایی از ایلینوی، ایندیانا و ویسکانسین)
- کانزاس‌سیتی بزرگ (میزوری و کانزاس)
- سینت پل-مینیاپولیس (بخشهایی از مینه سوتا و ویسکانسین)
- منطقه کلان‌شهری نیویورک (بخش‌هایی از نیویورک، نیوجرزی، کنکتیکت و پنسیلوانیا)
- بندرهای دوقلو (دلوث، مینه‌سوتا و سوپریور، ویسکانسین)